# (400003) 2006 HG32
(400003) 2006 HG32 es un asteroide perteneciente al cinturón de asteroides, descubierto el 19 de abril de 2006 por el equipo del Spacewatch desde el Observatorio Nacional de Kitt Peak, Arizona, Estados Unidos.

## Designación y nombre
Designado provisionalmente como 2006 HG32.

## Características orbitales
2006 HG32 está situado a una distancia media del Sol de 2,394 ua, pudiendo alejarse hasta 2,658 ua y acercarse hasta 2,131 ua. Su excentricidad es 0,110 y la inclinación orbital 7,396 grados. Emplea 1353,45 días en completar una órbita alrededor del Sol.

## Características físicas
La magnitud absoluta de 2006 HG32 es 17,2.